# Cerro de Punta
Le cerro de Punta, ou cerro Punta, est une montagne de Porto Rico et le point culminant de l'île. Elle s'élève à une altitude de 1 338 mètres, sur le territoire de la commune de Ponce, dans la cordillère Centrale.

## Géographie
Le cerro de Punta se trouve à la jonction des territoires des municipalités de Ponce et de Jayuya au centre de l'île.